# John Cedric Goligher
John Cedric Goligher (* 13. März 1912 in Londonderry, Nordirland; † 18. Januar 1998) war ein britischer Chirurg, spezialisiert auf den Gastrointestinaltrakt und speziell den Dickdarm.

## Leben
Goligher besuchte das Foyle College und studierte Medizin an der University of Edinburgh mit dem Abschluss 1934. Danach war er House Officer in der Royal Infirmary in Edinburgh. Während dieser Zeit wurde er Fellow des Royal College of Surgeon sowohl in England als auch in Schottland. Danach war er am St. Mark´s Hospital in London als Hauschirurg (First House Surgeon und Resident Surgical Officer). Ab 1941 war er im Royal Army Medical Corps bei den Fallschirmjägern, wobei er auch in Kreta und Italien war und es bis zum Lieutenant Colonel brachte. Nach dem Krieg war er am St. Mary´s Hospital (als Senior Registrar) und ab 1947 Consultant Surgeon am St. Mary´s und St. Mark´s Hospital in London. 1955 wurde er Professor für Chirurgie an der University of Leeds und Leiter der Chirurgie an der Leeds General Infirmary. Dort blieb er bis zu seiner Pensionierung 1978. Danach lebte er in Wetherby.
1981 erhielt er die Lister-Medaille. Er war in Großbritannien ein führender Chirurg für den Magen-Darm-Trakt, worüber er auch ein verbreitetes Lehrbuch schrieb.
Er entwickelte Klammernahttechniken in der Darm-Chirurgie wie für Dickdarm-Anastomosen und  führte Randomisierte, kontrollierte Studien in die chirurgische Forschung ein.
Er war Ehrenmitglied der American Society of Colon and Rectal Surgeons.

## Schriften (Auswahl)
- mit P. B. Counsell: The surgical treatment of ulcerative colitis. In: Lancet. 1952, S. 1045 ff.
- Surgery of the anus, rectum and colon. 2. Auflage mit H. L. Duthie. H. H. Nixon, Springfield, Illinois, Thomas 1967; 3. Auflage, London, Baillière Tindall, 1975, Charles C. Thomas 1976.
- mit Francis Timothy de Dombal, Geoffrey Watkinson und James McKinnon Watts: Ulcerative Colitis., London, Baillière, Tindall and Cassell, 1968.